# Grabów nad Prosną
Pour l’article homonyme, voir Grabów nad Prosną (gmina).
Grabów nad Prosną est une ville de Pologne, située dans la voïvodie de Grande-Pologne. Elle est le chef-lieu de la gmina de Grabów nad Prosną, dans le powiat d'Ostrzeszów.